# خربة الفرس
خربة الفرس قرية تتبع منطقة طرطوس في محافظة طرطوس. تقع في منطقة تكثر فيها عيون الماء التي نمت على جوانبها أجمل مناظر الخضرة فإلى شمالها يترقرق نهر الحصين وإلى جنوبها نهر قيس، وفي شرقها تمتد بلدة وادي العيون المشتهرة بكثرة عيون الماء فيها، هي القرية الريفية الجبلية.
يعتمد أهالي القرية على زراعة الحمضيات في مناطق النهرين وفي المناطق الأخرى من البلدية تتم زراعة الزيتون والقمح والشعير، ويوجد في القطاع حوالي خمس معاصر زيتون.
وتشتهر قرية بيت ديبة التابعة للبلدية بزراعة الحمضيات بشكل خاص ويعود ذلك للعناية الخاصة التي يتلقاها هذا المحصول من المزارعين حيث اعتنى أحد المزارعين بإحدى أشجار الحمضيات في بستانه ووصل إنتاجها إلى 500 كغم في الموسم الواحد.
وما زال أهالي القرية إلى اليوم يحتفظون بالكثير من العادات والتقاليد التي تعبر عن الريف السوري وبساطته بشكل عام حيث يقول السيد علي: من أهم العادات والتقاليد الخبز على التنور، والألفة التي تجمع بين سكان المنطقة فهم ما زالوا إلى اليوم يداً واحدة في كل المناسبات سواء أيام الفرح أو أيام الحزن.
وبما أن القرية تتميز بموقع سياحي هام ويؤمها الناس من كل المحافظات السورية فهناك حاجة ملحة لتنفيذ عدد من المشاريع يتحدث عن أهمها السيد محمد إدريس جابي البلدية حيث يقول: تميزت بالسياحة التي تعتبر مورداً إضافياً للسكان حيث أنشئت المقاصف والمطاعم على النهر، ولذلك لابد من توسيع الطريق المركزية للقرية، وخاصة الطرق الواصلة إلى المقاصف للحد والتخفيف من أزمات المرور التي تحدث في موسم السياحة حيث يؤم المنطقة سياح من كافة المحافظات بسبب الطبيعة الجميلة.
إضافة إلى ما سبق فإن في البلدية عدداً من المشاريع الحيوية التي تساهم في تخديم الأهالي حدثنا عنها السيد بشار أحمد الحارة رئيس مجلس بلدية خربة الفرس حيث قال: يوجد في قطاع البلدية مركز صحي ووحدة إرشادية ومركز هاتف وثانوية وإعدادية وعدد من المدارس الابتدائية وقد بلغت الموازنة العامة للبلدية لعام 2009 3790000 ليرة سورية وقيمة الموازنة الاستثمارية للمشاريع على الباب الثالث 1487000 ليرة سورية.